# Cariología
Para otros significados véanse la página de desambiguación cariología (desambiguación).
La cariología es la disciplina científica dentro de la odontología que trata acerca de las interrelaciones complejas entre los fluidos orales y los depósitos bacterianos y su relación con los cambios subsecuentes en los tejidos duros dentales que provocan la caries dental. 
La cariología incluye todas las técnicas de  diagnóstico, prevención, control, tratamiento y rehabilitación de las lesiones cariosas en las superficies dentarias.
La principal revista científica revisada por pares acerca del tema es la Caries Research
El primer artículo acerca de cariología fue publicado por el Dr M Massler en 1969 (Massler, 1969) y en español por el Dr Santiago Gómez en 1990 (Gómez, 1990)